# Ambibariusok
Az ambibariusok ókori, a civitates Aremoricae-hez tartozó gall törzs, területük a Somme folyó mentén lehetett. Iulius Caesar a De bello Gallico című munkájában írja, hogy Vercingetorix seregéhez ötezer harcossal járultak hozzá.